# Thelymitra villosa
Thelymitra villosa är en orkidéart som beskrevs av John Lindley. Thelymitra villosa ingår i släktet Thelymitra och familjen orkidéer. Inga underarter finns listade i Catalogue of Life.